# Marcello Toninelli
Marcello Toninelli (Siena, 25 giugno 1950) è un fumettista italiano.

## Biografia
Ha esordito professionalmente nel mondo del fumetto all'età di 19 anni pubblicando sulla rivista Off Side un'acerba versione personale di Dante.
Dopo tre anni di vita bancaria ed il servizio militare decide di dedicarsi esclusivamente ai fumetti, lavorando prima come disegnatore e poi anche come sceneggiatore per molte case editrici, collaborando a testate come Topolino, Lanciostory, Skorpio, Zagor, Il Piccolo Ranger, Dylan Dog, Lazarus Ledd, Gordon Link e Nick Raider, e creando per la rivista Adamo dell'Editoriale Corno il personaggio di Sonny Sold.
Torna alle strisce umoristiche nel 1984 creando per L'Enigmistica Illustrata Il pinguino Colofòn. L'anno seguente, insieme ad alcuni colleghi, fonda il trimestrale di fumetti Fox Trot!, poi diventato una casa editrice, per il quale realizza la sua versione a fumetti della maggiore opera dantesca, La Divina Commedia (titolo completo: Dante, La Divina Commedia a fumetti), inizialmente solo l'Inferno, e alcune storie di stampo realistico-avventuroso, una delle quali, Luna piena a Garretville, viene ripubblicata dalla rivista spagnola Cairo.
Nel 1990 inizia una proficua collaborazione con Il Giornalino della San Paolo Periodici, prima con la serie fantastica Agenzia Scacciamostri e poi specializzandosi nelle parodie a strisce umoristiche dei classici della letteratura riproponendo con grande successo il suo Inferno dantesco (adattato però al target del periodico cattolico) a cui seguiranno Purgatorio e Paradiso, seguito da altre parodie fumettistiche di opere letterarie (le opere omeriche Iliade, Odissea, Eneide e Gerusalemme liberata). Sempre per il settimanale paolino ha realizzato molti racconti autoconclusivi e creato prima la serie umoristica de Gli Hominidi e poi il personaggio di "Capitan G", a strisce umoristiche. È anche autore delle sceneggiature de "La classe perduta" per i disegni di Francesco Frosi e delle serie "Le fiabe sbagliate di nonno Nero" e "L'ora di Storia".
Per l'editore Star Comics realizza la serie grottesca di genere fantascientifico in volumetti tascabili Shanna Shokk. Con la tecnica delle strisce umoristiche realizza poi una biografia di Mussolini, Benito - Storia del Duce a fumetti, apparsa su Storia Illustrata, Strip Wars/Guitti Stellari, parodia di Star Wars, Berlustory, biografia del Cavaliere apparsa prima in tre fascicoli allegati alla rivista Fumo di China e poi raccolta in volume, e Dante – La vita, biografia a fumetti del poeta fiorentino.
Per il magazine di critica e informazione sui comics "Fumo di China" crea la striscia meta-fumettistica Sonia Strip; per la rivista di settore FuoriCasa ha creato il personaggio di Rico;  per la Gazzenda, agenda de La Gazzetta dello Sport, Tinì Trantran, prima strip ad avere per protagonista un transessuale, e da un'idea di Manlio Gasparotto e Moreno Pirovano "Rokko Cipolla". È anche il creatore del supereroe scatologico Superstrunz. Il suo Dante è stato raccolto da Cartoon Club Editore in tre volumi b/n: Inferno, Purgatorio e Paradiso. Lo stesso editore ha pubblicato in due tomi anche Enea, versione a fumetti dell'Eneide di Virgilio (in appendice, sempre a strisce umoristiche, la biografia del poeta mantovano), Omero, Iliade e Odissea a fumetti, Rinaldo, La Gerusalemme Liberata a fumetti, Berlustory, biografia a fumetti del Cavaliere e "La Vita" di Dante.
Per i tipi dello stesso editore nel luglio del 2009 sono apparsi il romanzo giallo-storico ambientato nella Siena del 1286 "S'i' fosse morte...", che ha per protagonisti i poeti Dante Alighieri e Cecco Angiolieri in veste di investigatori ante-litteram, il saggio autobiografico-professionale "Zagor 1982-1993, un senese a Darkwood", e "Nuovocabolario" con i testi di Piero Battaglia.
Con Editasca ha pubblicato il saggio "Democrazia davvero" scritto a quattro mani con Maila Nosiglia, il romanzo fantascientifico "Il pianeta scomparso" e, in occasione del cinquantennale del proprio esordio fumettistico, il saggio "La testa tra le Nuvolette".
A Marcello sono state dedicate mostre personali in occasione di molte convention del settore (Expocartoon, Riminicomix, Umbria Fumetto, Mostra del Fumetto di Falconara Marittima, Salento Fumetto, Fullcomics Pavia e Sarzana, Nuvole in Toscana, Albissola Comics, Nuvole a Montereggio e Fumetti d'Alta Quota di Andreis).
Nel settembre del 2007 l'autore senese ha tenuto una serie di conferenze sui fumetti e sul suo Dante presso le sedi della Società Dante Alighieri di Oslo, Trondheim, Halden, Christiansand, Stavanger e Bergen, dove ha anche presentato al Raptus Comics Festival l'edizione norvegese del suo Dante - Inferno, pubblicato da Transfer Forlag e scelto, insieme ad altri trenta libri (tra centotrenta in concorso), dal Ministero della Cultura norvegese per la distribuzione gratuita in tutte le biblioteche del paese.
Nel 2008 nel Piccolo Teatro del Centro Leonardo da Vinci di Montréal i relatori Filippo Salvatore, Philosophy Doctorate Associate Professor of Italian Studies alla Concordia University, ed Erika Papagni, Philosophy Doctorate of Italian Studies presso l'Università di Toronto, hanno tenuto una conferenza dal titolo: "Virtù e conoscenza: Dante e Ulisse... a fumetti".
La casa editrice Shockdom, in occasione del 750º anniversario della nascita di Dante e poi dei 50 del debutto fumettistico di Toninelli, ha riproposto in unico volume, in cartaceo e ebook, la Divina Commedia e la vita di Dante a fumetti in versione aggiornata con nuove strisce e i colori del figlio Jacopo, mentre per il settecentenario del 2021 ha dato alle stampe un'Edizione Somma cartonata di grande formato che unisce il Dante a fumetti al poema originale dell'Alighieri, e l'opera inedita "Dante 2.0, ritorno all'Inferno" composta da venti canti in terzine di endecasillabi accompagnati dalla relativa versione a strisce umoristiche; ha altresì proposto Renzo & Lucia, i Promessi Sposi a fumetti, e le due opere omeriche raccolte in unico volume, con l'aggiunta della "Batracomiomachia" e l'edizione ampliata e definitiva di "Benito, storia del Duce a fumetti". Con Dada Editore ha pubblicato la parodia di Guerre Stellari, "Strip Wars-Guitti Stellari".
Per l'editore Taita ha realizzato il graphic novel "Dài gas Liz" su testo di Francesco Matteuzzi.
Dal 2022 col marchio Edizioni Foxtrot ha pubblicato con il servizio KDP di Amazon i seguenti titoli: i volumi a strisce umoristiche "L'Omoragno/Spider-Gay", "Fex contro Mefìstronz", "ZigZagor" , "Manzoniana", "TutteleStrisce in bianco e nero" e "TutteleStrisce a colori"; "Le Sexy Parodie" (riproposta di alcuni episodi, rivisti e corretti, pubblicati negli anni settanta sulla collana Le Sexy Operette); la raccolta integrale delle avventure del supereroe scatologico "Superstrunz"; le raccolte integrali delle avventure di "Capitan Falco" e "Atlas" tratte dai giornalini che da ragazzino si scriveva e disegnava in casa su fogli di quaderno; la ristampa del Sonny Sold apparso su Adamo (ribattezzato "Sonny Solo"); i romanzi "Darkiller", "S'i' fosse Morte", "Il pianeta scomparso" e il romanzo+fumetto "Kannak - I crociati"; i saggi "Democrazia davvero" con Maila Nosiglia, "La testa tra le Nuvolette" e "Zagor 1982-1993, un senese a Darkwood";  il libro "Femminile? Sì, grazie" con i testi di Irene Riva; il libro illustrato per l'infanzia "Riccio Pasticcio e l'ananasso di Tasso Gradasso".
Ha partecipato con tavole a fumetti, strisce umoristiche e illustrazioni a tre volumi della collana Nuvole in Città di Guida Editori: "Passepartout - Quel fulmine di Pietro Micca a Torino", "Le torri di Bologna - Gemelle diverse" e "Bergamo mon amour".
Pubblica regolarmente le sue vignette nella pagina del Buonumore sul settimanale Famiglia Cristiana della San Paolo Periodici. 

## Riconoscimenti
Marcello Toninelli ha ricevuto nel 1995 e nel 2005 il Premio ANAFI; nel 1997 la Targa Pini Segna; nel 1999 e nel 2004 il Premio FdC quale Miglior Autore Umoristico; nel 2000 il Premio Grande Autore; nel 2005 il Premio Nerbini; nel 2019 il Premio Lucca Collezionando e il Premio alla Carriera di Cartoon Club; nel 2021 il premio Nuvole a Montereggio e il Premio Albina di AlbissolaComics.